# Antily
Cet article possède un paronyme, voir Antilly.
Antily (Antilin'i Madagasikara), est une association scoute catholique de Madagascar. Antily est un terme malgache qui signifie « celui qui est en vigie, en sentinelle, éclaireur ».
La première organisation scoute fondée à Madagascar est celle des Éclaireurs unionistes protestants (1924), suivie dès 1925 d'une organisation scoute catholique, les « Scouts de France de Madagascar ». puis sous l’appellation « Antilin'i Madagasikara » en 1957.
Elle compte plus de 9 000 membres à travers le pays.
Elle est membre de l'Association du scoutisme à Madagascar (ASM), donc rattachée à  l'Organisation mondiale du mouvement scout (OMMS).

## Organisation
Le mouvement comprend une hiérarchie, qui correspond à différentes responsabilités.
Cette hiérarchie comprend exactement: le CONAT (conseil national), Le FOIBE (centre national), le diocèse, le district, et la paroisse. Il y a aussi un autre branche appelé SAIM ou Sakaizan'ny Antilin'i Madagasikara(partenaire de l'Antily) qui sont généralement et majoritairement les parents des membres.
Les 3 et 4 septembre 2012, les commissaires de tous les diocèses, districts de Madagascar ont élu un nouveau commissaire national et de par lui-même a nommé tous ses équipes qui sont désormais appelés équipe nationale. Cela s'est déroulé deux jours avant le JMJ (journée mondiale de la jeunesse) MADA VII à Diego (partie Nord de la Grande Île).